# UEMOA Toernooi
Het UEMOA toernooi is een voetbaltoernooi waarbij landen uit West-Afrika die lid zijn van de West-Afrikaanse Economische en Monetaire Unie (UEMOA) mee mogen doen. Het toernooi werd voor het eerst gespeeld in 2007. Het wordt ook de 'Coupe de l'intégration ouest africaine' genoemd.

## Deelnemende landen
|  | - Benin - Burkina Faso - Guinee-Bissau - Mali - Niger - Ivoorkust - Senegal - Togo |

## Overzicht
In 2014 werd het toernooi afgelast vanwege de ebola-uitbraak.
| Jaar         | Gastland     |                                                   | Toernooi                                          | Toernooi                                          | Toernooi |
| Jaar         | Gastland     | Kampioen                                          | Finale                                            | Tweede                                            |          |
| ------------ | ------------ | ------------------------------------------------- | ------------------------------------------------- | ------------------------------------------------- | -------- |
| 2007 Details | Burkina Faso | Ivoorkust                                         | 2–0                                               | Niger                                             |          |
| 2008 Details | Mali         | Ivoorkust                                         | 1–1 (pen. 6–5)                                    | Mali                                              |          |
| 2009 Details | Benin        | Senegal                                           | 1–0                                               | Niger                                             |          |
| 2010 Details | Niger        | Niger                                             | 1–0                                               | Benin                                             |          |
| 2011 Details | Senegal      | Senegal                                           | 1–0                                               | Mali                                              |          |
| 2013 Details | Ivoorkust    | Burkina Faso                                      | 0–0 (pen. 9–8)                                    | Benin                                             |          |
| 2014         | Togo         | Afgelast vanwege de ebola-uitbraak in West-Afrika | Afgelast vanwege de ebola-uitbraak in West-Afrika | Afgelast vanwege de ebola-uitbraak in West-Afrika |          |
| 2016 Details | Togo         | Senegal                                           | 1–0                                               | Mali                                              |          |